# 9109 Yukomotizuki
9109 Yukomotizuki (tên chỉ định: 1997 AH7) là một tiểu hành tinh vành đai chính. Nó được phát hiện bởi Takao Kobayashi ở Ōizumi Observatory ở Ōizumi, Gunma Prefecture, Nhật Bản, ngày 9 tháng 1 năm 1997. Nó được đặt theo tên Yuko Motizuki, an associate professor ở Saitama University.